# Istituto provinciale di statistica
L'Istituto provinciale di statistica o ASTAT, acronimo del colloquiale Amt für Statistik (in tedesco Landesinstitut für Statistik o ASTAT), è un ente di ricerca pubblico italiano della provincia di Bolzano periferico dell'ISTAT. Ha sede nel Palazzo 12 in via Canonico Michael Gamper 1 a Bolzano.
L'Istituto si occupa di:
- censimenti sulla popolazione;
- censimenti sull'industria, sui servizi e sull'agricoltura;
- indagini campionarie sulle famiglie (consumi, forze di lavoro, aspetti della vita quotidiana, salute, sicurezza, tempo libero, famiglia e soggetti sociali, uso del tempo, etc.);
- numerose indagini economiche (contabilità nazionale, prezzi, commercio estero, istituzioni, imprese, occupazione, etc.).
- statistiche sulla consistenza dei tre gruppi linguistici in Alto Adige (italiano, tedesco, ladino).

È stato fondato nel 1980 ed è regolamentato dall'art. 10 del Decreto del Presidente della Repubblica n. 1017/1978 e dalla legge provinciale n. 12 del 1996.